# Kreis Arnsberg
Der Kreis Arnsberg war von 1817 bis 1974 ein Kreis im Regierungsbezirk Arnsberg. Mit jenem gehörte er zunächst zur preußischen Provinz Westfalen und ab 1946 zu Nordrhein-Westfalen. Von 1953 bis 1969 lautete seine Bezeichnung Landkreis Arnsberg. Kreisstadt war Arnsberg. 1975 ging der größte Teil seines Gebiets im Hochsauerlandkreis auf.

## Geographie

### Lage
Der Kreis Arnsberg lag im Norden des Sauerlandes.

### Nachbarkreise
Der Kreis Arnsberg grenzte 1974 im Uhrzeigersinn im Norden beginnend an die Kreise Soest, Lippstadt, Meschede, Olpe, Lüdenscheid und Iserlohn.

## Geschichte
Der Kreis Arnsberg wurde 1817 im Regierungsbezirk Arnsberg der preußischen Provinz Westfalen aus dem Gebiet der alten Ämter Arnsberg, Eslohe, Meschede und Werl des ehemaligen Herzogtums Westfalen gebildet. Bereits 1819 wurde die Kreisgliederung im Sauerland grundlegend geändert. Das Gebiet um Eslohe und Meschede wurde dem neuen Kreis Eslohe zugeschlagen, während das Gebiet um Werl an den Kreis Soest und die Gemeinde Wickede an den Kreis Hamm fiel. Gleichzeitig kam eine Reihe von Gemeinden des Kreises Soest und des Kreises Iserlohn zum Kreis Arnsberg. 1832 wechselten die Orte der Kirchspiele Balve und Affeln aus dem Kreis Iserlohn sowie die Gemeinde Wildewiese aus dem Kreis Eslohe in den Kreis Arnsberg.
Der Kreis war in den 1830er Jahren in die Bürgermeistereien Allendorf, Arnsberg, Balve, Hellefeld, Hüsten und Warstein sowie die Schultheißbezirke Hirschberg und Freienohl gegliedert. Im Rahmen der Einführung der Landgemeinde-Ordnung für die Provinz Westfalen wurde der Kreis 1844 in die Ämter Allendorf, Balve, Freienohl, Hellefeld, Hüsten und Warstein sowie die beiden amtsfreien Städte Arnsberg und Neheim gegliedert. Bereits 1845 wurde das Amt Hellefeld wieder aufgelöst und auf die Ämter Allendorf und Freienohl aufgeteilt.
Zwischen 1845 und 1974 gab es folgende Änderungen in der Verwaltungsgliederung des Kreises:
- 1905 wurde die Gemeinde Dinschede in Oeventrop umbenannt.[6]
- 1906 wurde der Sitz des Amtes Allendorf 1906 in die Stadt Sundern verlegt und das Amt in Amt Sundern umbenannt.[7]
- 1928 wurde der Gutsbezirk Melschede in die Gemeinde Hövel eingegliedert.[8]
- 1941 wurden Neheim und Hüsten zur Stadt Neheim-Hüsten zusammengeschlossen.
- 1952 wechselte die Gemeinde Westenfeld aus dem Amt Freienohl in das Amt Sundern.[9]

Am 1. Oktober 1969 wurde aus dem Landkreis wieder der Kreis Arnsberg.
Der Kreis wurde mit Wirkung vom 1. Januar 1975 aufgelöst und der größte Teil seines Gebiets mit dem der Kreise Meschede und Brilon zum Hochsauerlandkreis zusammengeschlossen. Die Stadt Balve wurde zusammen mit den Orten des ehemaligen Amtes Balve Teil des Märkischen Kreises. Die Stadt Warstein wurde mit den umliegenden Gemeinden vereinigt und dem Kreis Soest zugeschlagen.

### Einwohnerentwicklung

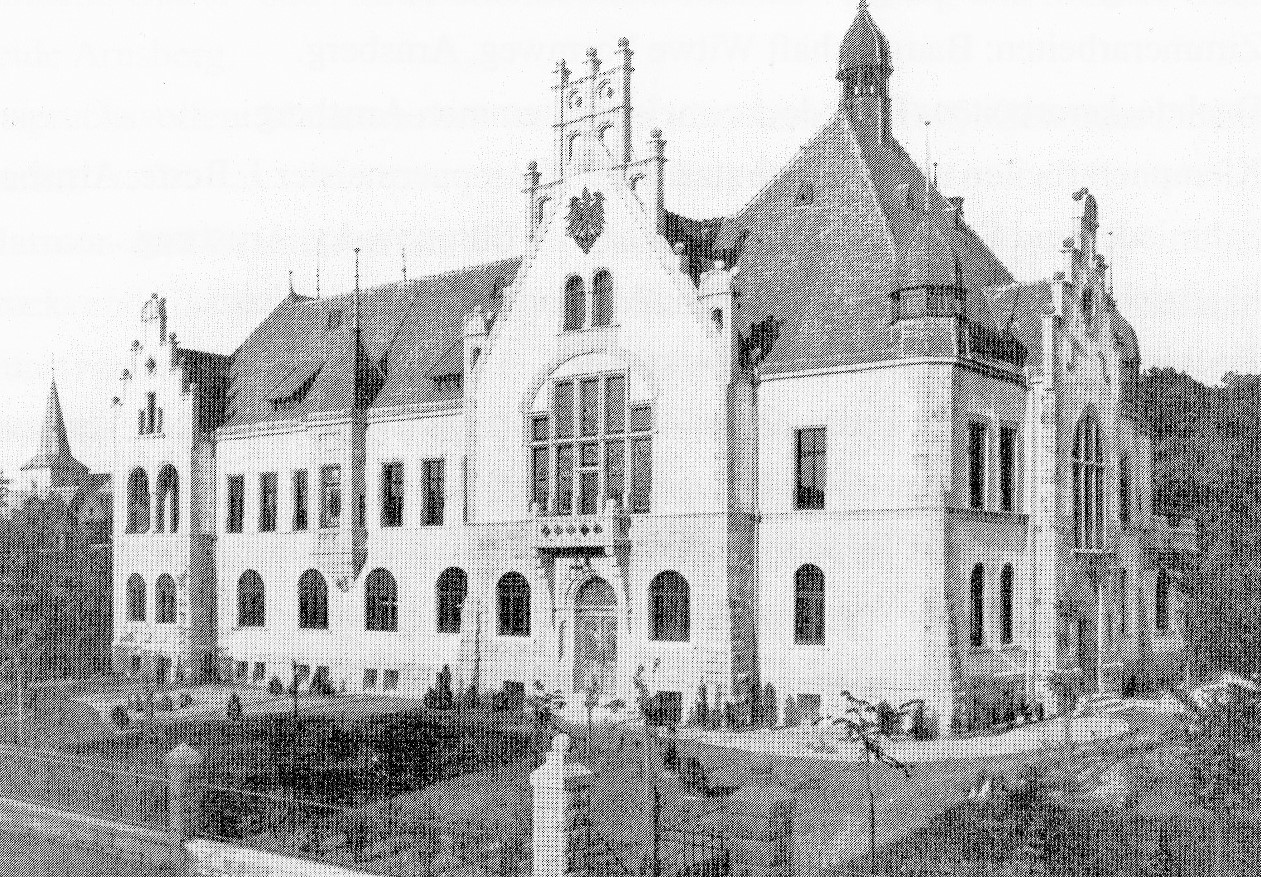
Kreishaus Arnsberg 1902

| Jahr | Einwohner |
| ---- | --------- |
| 1818 | 024.147   |
| 1858 | 035.483   |
| 1871 | 036.936   |
| 1885 | 043.177   |
| 1905 | 058.762   |
| 1910 | 064.594   |
| 1925 | 073.079   |
| 1939 | 087.272   |
| 1950 | 115.118   |
| 1961 | 129.090   |
| 1970 | 146.020   |
| 1973 | 150.900   |

## Politik

### Landräte
- Franz Anton Thüsing (1817–1832)
- Felix von Lilien (1835–1883)
- Joseph Freusberg (1885–1895)
- Franz Droege (1897–1913)
- Heinrich Haslinde (1913–1916)
- Friedrich Gorius (1916) (vertretungsweise)
- Heinrich Haslinde (1916–1922; 1927–1933)
- Max Schencking (1922–1927)
- Heinrich Teipel (1933–1942)
- Udo Veltkamp (1943–1945)
- Fritz Dannapfel (1945)
- Andreas Vomfell (1945–1946)
- Friedrich Maas (1946) Bei der Wahl des Landrates erhielt in der Kreistagssitzung vom 17. April 1946 der CDU-Kandidat Bernhard Vogel gegen den SPD-Kandidaten Friedrich Maas die Mehrheit. Gleichwohl wurde dieser von der britischen Militärregierung zum Landrat ernannt. Kurze Zeit später bat Maas um die Entbindung vom Amt.[12]
- Bernhard Vogel (1946–1948)
- Johannes Kühling (1948–1956)
- Wilhelm Hertin (1956–1961)
- Karl Brüggemann (1961–1969)
- Ferdinand Tillmann (1969–1973)
- Rolf Füllgräbe (1973–1974)

### Oberkreisdirektoren
- Theodor Bönninghaus (1946–1962)
- Ernst Becker (1963–1973)
- Günter Cronau (1973–1974)

### Reichstagswahlen 1920–1933
| Jahr     | DNVP | DVP | Zentrum | DDP | SPD/USPD | KPD  | NSDAP | Sonst |
| -------- | ---- | --- | ------- | --- | -------- | ---- | ----- | ----- |
| 1920     | 1,2  | 5,7 | 71,8    | 1,7 | 19,3     | 00,2 | 00,0  | 00,1  |
| 1924 (1) | 5,6  | 3,9 | 69,0    | 1,4 | 07,8     | 08,0 | 01,0  | 03,4  |
| 1924 (2) | 5,4  | 3,9 | 70,1    | 1,8 | 11,6     | 03,4 | 01,2  | 02,6  |
| 1928     | 3,8  | 3,4 | 60,4    | 1,4 | 15,4     | 02,5 | 01,4  | 11,7  |
| 1930     | 1,8  | 1,9 | 56,2    | 2,0 | 11,5     | 05,7 | 10,1  | 10,8  |
| 1932 (1) | 2,9  | 0,4 | 58,8    | 0,2 | 11,1     | 10,7 | 14,4  | 01,5  |
| 1932 (2) | 4,1  | 0,5 | 56,8    | 0,3 | 10,8     | 13,3 | 13,1  | 01,1  |
| 1933     | 4,9  | 0,4 | 54,6    | 0,2 | 10,4     | 08,5 | 20,8  | 00,2  |

### Bundestagswahlen 1949–1965
| Jahr | CDU  | SPD  | FDP | Zent. | Sonst |
| ---- | ---- | ---- | --- | ----- | ----- |
| 1949 | 43,7 | 25,1 | 5,0 | 17,3  | 8,9   |
| 1950 | 42,1 | 32,8 | 9,4 | 14,3  | 1,4   |
| 1953 | 59,3 | 24,2 | 6,4 | 05,6  | 4,0   |
| 1957 | 63,9 | 25,4 | 4,9 | 01,7  | 4,1   |
| 1961 | 59,5 | 29,3 | 9,2 | 0,    | 1,5   |
| 1965 | 57,6 | 34,7 | 6,0 | 0,    | 1,7   |

### Kreistagswahlen ab 1946
In der Liste werden nur Parteien und Wählergemeinschaften aufgeführt, die mindestens zwei Prozent der Stimmen bei der jeweiligen Wahl erhalten haben.
Stimmenanteile der Parteien in Prozent
| Jahr   | CDU  | SPD  | FDP | DZP  | KPD |
| ------ | ---- | ---- | --- | ---- | --- |
| 1946   | 56,1 | 30,4 |     | 10,3 | 3,0 |
| 1948   | 43,7 | 36,0 | 0,9 | 16,9 | 2,5 |
| 119521 | 44,8 | 29,1 | 8,8 | 13,0 |     |
| 1956   | 48,8 | 33,2 | 8,3 | 09,3 |     |
| 1961   | 56,0 | 29,9 | 8,6 | 05,3 |     |
| 1964   | 54,5 | 34,3 | 6,4 | 04,8 |     |
| 1969   | 56,1 | 37,3 | 5,9 |      |     |

Fußnote
1 1952: zusätzlich: DP: 2,8 %

## Gemeinden

### Amtsfreie Städte
1. Arnsberg
2. Neheim-Hüsten (bis 1941 nur Neheim)

### Ämter und zugehörige Gemeinden
1. Amt Balve
  1. Affeln, Freiheit
  2. Altenaffeln
  3. Asbeck
  4. Balve, Stadt
  5. Beckum
  6. Blintrop
  7. Eisborn
  8. Garbeck
  9. Küntrop
  10. Langenholthausen
  11. Mellen
  12. Volkringhausen
2. Amt Freienohl
  1. Altenhellefeld
  2. Breitenbruch
  3. Freienohl, Freiheit
  4. Grevenstein
  5. Hellefeld
  6. Herblinghausen
  7. Linnepe
  8. Meinkenbracht
  9. Oeventrop (bis 1905 Dinschede)
  10. Rumbeck
  11. Uentrop
  12. Visbeck
  13. Westenfeld (seit 1952 im Amt Sundern)
3. Amt Hüsten
  1. Bachum
  2. Bruchhausen
  3. Echthausen
  4. Enkhausen
  5. Estinghausen
  6. Hachen, Freiheit
  7. Herdringen
  8. Hövel
  9. Holzen
  10. Hüsten (bis 1941)
  11. Langscheid
  12. Müschede
  13. Niedereimer
  14. Stemel
  15. Voßwinkel
  16. Wennigloh
  17. Melschede, Gutsbezirk (1928 nach Hövel eingemeindet)
4. Amt Sundern (bis 1906 Amt Allendorf)
  1. Allendorf
  2. Amecke
  3. Endorf
  4. Hagen
  5. Stockum
  6. Sundern, Stadt
  7. Westenfeld (bis 1952 im Amt Freienohl)
  8. Wildewiese
5. Amt Warstein
  1. Allagen
  2. Belecke, Stadt
  3. Hirschberg, Stadt
  4. Mülheim
  5. Sichtigvor
  6. Waldhausen
  7. Warstein, Stadt

## Kfz-Kennzeichen
Am 1. Juli 1956 wurde dem damaligen Landkreis bei der Einführung der bis heute gültigen Kfz-Kennzeichen das Unterscheidungszeichen AR zugewiesen. Es wurde bis zum 31. Dezember 1974 ausgegeben.